# نارک مارتیروسیان (رقصنده)
نارک گاگیکی مارتیروسیان (ارمنی: Նարեկ Գագիկի Մարտիրոսյան؛ زادهٔ ۲۴ آوریل ۱۹۸۸) رقصنده باله اهل ارمنستان است.

## زندگی‌نامه
وی در ۲۴ آوریل ۱۹۸۸ در ایروان به دنیا آمد و از دپارتمان باله hy:Երևանի պարարվեստի պետական քոլեջ فارغ‌التحصیل گشت. وی در تالار اپرای ایروان فعالیت می‌کند وی برنده جوایزی همچون مدال موسس خورناتسی است.